# Gerardo III d'Armagnac
Gerardo d'Armagnac, in francese: Géraud III d'Armagnac (... – 1160), fu conte d'Armagnac, dal 1110 e di Fezensac, dal 1140 alla sua morte.

## Origine
Gerardo, sia secondo la Genealogia Comitum Guasconiæ, che secondo Pierre de Guibours ed anche secondo lo storico francese Jean de Jaurgain, era il figlio primogenito del conte d'Armagnac, Bernardo III, e di Alpaïs di Turenna, che era figlia di Bosone Visconte di Turenna e della sua seconda moglie, Gerberga.
Bernardo III d'Armagnac, secondo le stesse fonti, era il figlio primogenito del conte d'Armagnac, Gerardo II, e di Azivelle de Lomagne, che era figlia di Oddone II Visconte di Lomagne e della moglie, Contessa.

## Biografia
Gerardo lo troviamo citato nel documento n° XXI, datato 1100, del Cartulaire du prieuré de Saint-Mont, in cui suo padre, Bernardo, con la moglie ed il figlioletto Gerardo, (Bernardus Armaniacensis comes cum uxore mea et filio meo Geraldo puero) concluse un accordo con la chiesa Saint-Martin de Bergons, del quale ci riferisce anche Jean de Jaurgain.
Suo padre, Bernardo III, nel 1103 era conte d'Armagnac, e come tale si recò a La Réole, al seguito del duca di Aquitania, duca di Guascogna e conte di Poitiers Guglielmo IX e l'anno seguente fu tra i firmatari della tregua di Dio, ordinata dal Concilio Lateranense.
In quella occasione, Gerardo fu assieme alla madre nel sostituire il padre assente: infatti Alpaïs e Gerardo (comitisse Armaniacensis et filii eius Geraudi ad huc pueri), nel 1103, secondo Jean de Jaurgain, presiedette una disputa nei pressi di Nogaro.
Il documento n° XVI del Cartulaire du prieuré de Saint-Mont, datato 1104, ci conferma che Alpaïs, con Gerardo (comitisse Armaniacensis et filii eius Geraudi ad huc pueri), presiedette un'altra disputa in assenza del marito.
Nell'agosto del 1110, suo padre Bernardo con la moglie e i due figli maschi (Bernardus comes Armeniacensis una cum coniuge mea N Alpasia atque filiis meis Giraldo atque Ottone) fece una donazione alla chiesa Santa Maria di Auch.
Secondo Pere Anselme, suo padre, Bernardo III, morì in quello stesso anno.
Gerardo succedette al padre, nella contea d'Armagnac.
Secondo il documento n° XLVI del Cartulaire du prieuré de Saint-Mont, nel 1115, assieme al priore del monastero ricevette la conferma di una donazione fatta nel 1080, come conferma anche Jean de Jaurgain.
Nel 1140, alla morte del suocero, Astanova II, Gerardo gli succedette nella Contea di Fezensac, per diritto di matrimonio (secondo sia Père Anselme, che Jean de Jaurgain la contea passò a Gerardo, alla morte di Beatrice, la figlia di primo letto della moglie).
Secondo Jean de Jaurgain, Gerardo morì verso il 1160 e gli succedette il figlio primogenito, Bernardo.

## Matrimonio e discendenza
Secondo Père Anselme, Gerardo, in gioventù, aveva avuto una moglie di nome Sazie, di cui non si conoscono gli ascendenti e da cui non ebbe discendenza.
Verso il 1119, come riporta Jean de Jaurgain, Gerardo III aveva sposato Anicelle o Azelma di Fezensac, che, secondo la Genealogia Comitum Guasconiæ era figlia del conte di Fezensac, Astanova II (Astam-Novam) e della moglie di cui non si conoscono né il nome né gli ascendenti. Il matrimonio viene confermato anche dai Documens historiques et généalogiques sur les familles et les hommes remarquables du Rouergue, che precisa che Azelma (Azalmus) era erede di Astanova.
Anicelle o Azelma era vedova del Conte di Bigorre, Bernardo III, e da questo matrimonio era nata una figlia, Beatrice, come conferma Jean de Jaurgain, che secondo la Genealogia Comitum Guasconiæ, non aveva avuto discendenza, che fu contessa di Bigorre, sotto tutela dello zio, Centullo (fratello di Bernardo III); questa figlia viene indirettamente confermata anche da Père Anselme.
Secondo il documento n° C del Cartulaires du Chapitre de l'église métropolitaine Sainte-Marie d'Auch, Azelma (Comitissa Fezenciacensis, nomine Azelmus), verso il 1140 fece una donazione ai canonici di Auch, che dopo la sua morte il secondo marito, Gerardo III ed il figlio di secondo letto, Bernardo, confermarono, come conferma Jean de Jaurgain.
Gerardo ed Anicelle o Azelma ebbero due o tre figli:
- Bernardo († 1193), conte d'Armagnac[11][13]
- Mascarose[20], come viene confermato anche dalle Europäische Stammtafeln[21], vol III cap. 3. 569 (non consultate)[19], che sposò Oddone di Lomagne e da cui discendette la seconda dinastia di Armagnac[20], col figlio Bernardo, come ci viene confermato dal documento n° LXVII del Cartulaire de l'abbaye de Gimont[22]; secondo sia Père Anselme, che i Documens historiques et généalogiques sur les familles et les hommes remarquables du Rouergue fu un maschio di nome Oddone[11][15]
- Amanieu, che, nel 1192, era vescovo di Auch[15].

### Fonti primarie
- (LA)  Cartulaires du Chapitre de l'église métropolitaine Sainte-Marie d'Auch.
- (LA)  Rerum Gallicarum et Francicarum Scriptires, tomus XII.
- (LA, FR)  Cartulaire du prieuré de Saint-Mont.
- (LA)  Cartulaire de l'abbaye de Gimont.
- (FR)  Histoire généalogique et chronologique de la maison royale de France, tomus III.
- (FR)  Documens historiques et généalogiques sur les familles et les hommes remarquables du Rouergue.

### Letteratura storiografica
- Louis Halphen, La Francia nell'XI secolo, in «Storia del mondo medievale», vol. II, 1979, pp. 770–806
- (FR) La Vasconie, étude historique et critique, vol I, su archive.org.
- (FR) La Vasconie, étude historique et critique, vol II, su 1886.u-bordeaux-montaigne.fr. URL consultato il 18 dicembre 2018 (archiviato dall'url originale il 15 dicembre 2018).